# Synagoge (Stettin)
Koordinaten: 53° 25′ 23,2″ N, 14° 33′ 6,9″ O

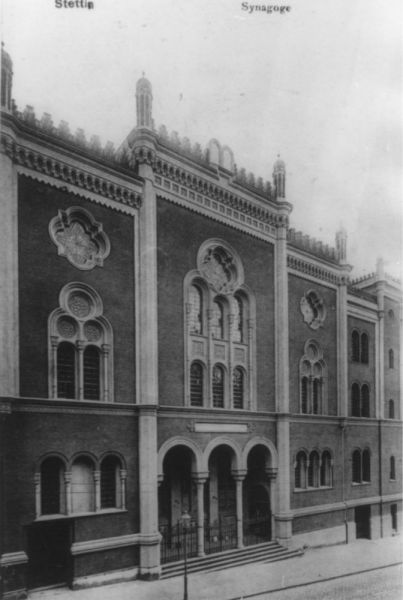
Synagoge zu Stettin

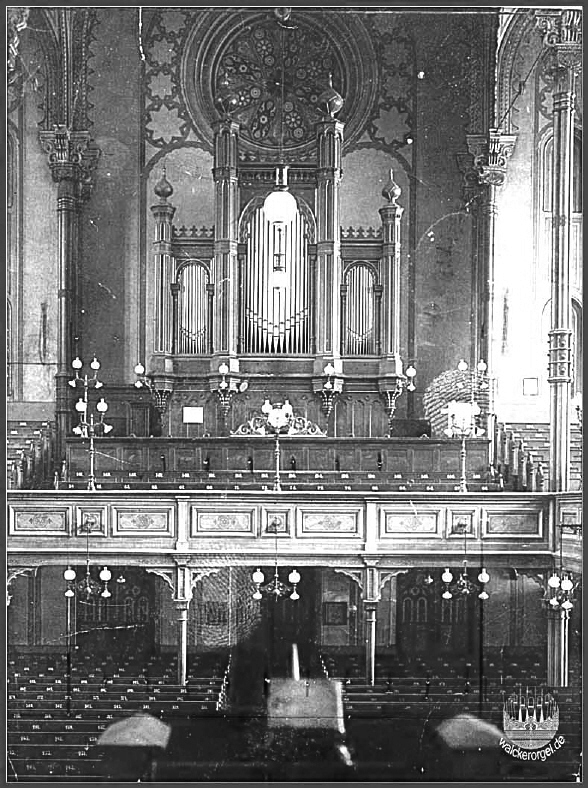
Orgel der Synagoge zu Stettin, 1914 durch E. F. Walcker & Cie. neu gebaut

Die Synagoge in der Stadt Stettin wurde 1875 eingeweiht und während der Novemberpogrome 1938 zerstört.

## Geschichte
Die Synagoge wurde durch die Synagogengemeinde in Stettin in den Jahren 1873 bis 1875 an der Stelle eines kleineren Vorgängerbaus errichtet. Der Entwurf stammte von den renommierten Berliner Architekten Hermann Ende und Wilhelm Böckmann, die Bauleitung oblag dem Stettiner Stadtbaurat Conrad Kruhl.
Die zur Grünen Schanze zeigende Fassade der Synagoge war, wie in den 1870er Jahren bei vielen Synagogen in Deutschland üblich, im maurischen Stil gehalten. Die Synagoge erhielt im Inneren etwa 1.600 Plätze, davon 800 bis 900 Männerplätze und 750 Frauenplätze auf den Frauenemporen. Die Kuppel wurde von vier schlanken eisernen Säulen getragen; sie war anfänglich nicht ausgemalt. Der Bau der Synagogenorgel erfolgte durch den Stettiner Orgelbauer Emil Kaltschmidt unter der Oberaufsicht des Städtischen Musikdirektors Karl Adolf Lorenz.
Die Einweihung der Synagoge erfolgte am 3. Mai 1875. Den Weihegottesdienst hielt Rabbiner Abraham Treuenfels in Anwesenheit unter anderem des Stettiner Bürgermeisters Sternberg, des Stettiner Polizeipräsidenten von Warnstedt und zahlreicher Vertreter der evangelischen Kirche.
In den folgenden Jahrzehnten fanden wiederholt Umbauten statt. 1887 erhielt das Gebäude eine Dampfheizung. 1895 wurde an Stelle der bisherigen Gasbeleuchtung eine elektrische Beleuchtung installiert. Auch die Ewige Lampe wurde in diese elektrische Beleuchtung einbezogen. 1893, 1900 und 1905 wurden Änderungen an der Treppenanlage vorgenommen.
Eine größere Renovierung erfolgte im Jahre 1914. Zum einen war die Dampfheizung schadhaft und hatte Schäden am Gebäude verursacht. Zum anderen wurde die Orgel verlegt und bis auf das Gehäuse neu gebaut. Orgelbauer war das Unternehmen E. F. Walcker & Cie. aus Ludwigsburg. Schließlich wurde auch der Innenraum neu ausgemalt. Dabei wurde die bis dahin nicht ausgemalte Kuppel in blau und gold bemalt.
Nach dem Ersten Weltkrieg wurde für die 70 Gefallenen der Synagogengemeinde eine Gedenktafel an der westlichen Empore errichtet.
Im Laufe der Novemberpogrome 1938, in der Nacht vom 9. auf den 10. November 1938, wurde die Synagoge durch Nationalsozialisten in Brand gesteckt. Einem Gemeindemitglied und dem Hauswart gelang es, einige Thorarollen aus dem brennenden Gebäude zu retten. Der Brand konnte erst am 10. November 1938 mittags gelöscht werden. Die Mauern der abgebrannten Synagoge wurden noch im November 1938 gesprengt. Die verbleibenden Reste wurden dann 1940 beseitigt. Nichts mehr sollte an die ehemalige Synagoge erinnern.

## Liste der Rabbiner
In der Synagogengemeinde in Stettin wirkten als Rabbiner:
- 1843–1859: Wolf Aloys Meisel
- 1860–1879: Abraham Treuenfels
- 1880–1911: Heinemann Vogelstein
- 1904–1920: Moses Worms, 2. Rabbiner und Religionslehrer
- 1912–1926: Max Wiener
- 1921–1924: Dagobert Nellhaus, 2. Rabbiner und Religionslehrer
- 1926–1935: Max Elk
- 1936–1938: Karl Richter
- 1938–1940: H. Finkelscherer